# Ziellandprinzip (EU-Recht)
Das Ziellandprinzip ist ein Begriff im Zusammenhang mit der Rechtsangleichung in der Europäischen Union und der Herstellung eines europäischen Binnenmarktes.
Es wurde vor allem im Zusammenhang mit der Liberalisierung der Dienstleistungsfreiheit diskutiert und gegen das Herkunftslandprinzip im Entwurf einer europäischen Dienstleistungsrichtlinie des damaligen EU-Kommissars Frits Bolkestein eingewendet.
Während nach dem  Herkunftslandprinzip ein Dienstleistungserbringer, welcher sich für die Dauer einer Dienstleistung in einen anderen Mitgliedstaat begibt, weiter den Bestimmungen seines Heimatlandes („Herkunftsmitgliedstaates“) untersteht, müssen Dienstleister nach dem Ziellandprinzip die gesetzlichen Anforderungen im Zielland („Bestimmungsmitgliedstaat“) einhalten. Die Anwendung des Herkunftslandprinzips führt bei unterschiedlich hohen nationalen Standards zu Sozialdumping im Zielland.
Im europäischen Umsatzsteuerrecht oder der Entsende-Richtlinie sind die Begriffe Bestimmungs- und Ursprungslandprinzip gebräuchlich.